# Dios eterno ha nacido hoy
Dios eterno ha nacido hoy (en ucraniano: Бог предвічний народився) es una canción navideña ucraniana. Probablemente la más conocida relacionada con el hecho bíblico que relata el Nacimiento de Cristo, la venida del propio Creador al mundo, que quiso volverse carne, y venir de la forma más humilde, como un tierno bebé, y no como Rey. 
Esta canción se acostumbra cantar justo antes de la cena de Los doce platos, y después de cada servicio religioso, comenzando en Navidad y hasta el inicio de la Cuaresma.

## Historia

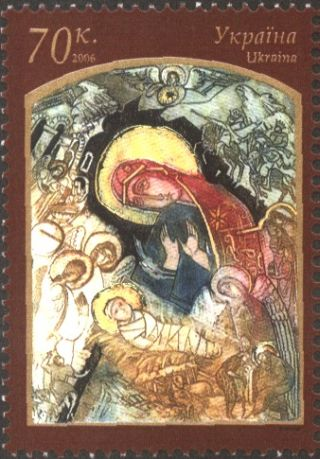
Sello ucraniano en 2006.

Como sucede con la música folclórica, su transmisión de generación en generación es estrictamente oral, hasta que alguien la escribe en una recopilación; en el caso de esta pieza, aparece por primera vez en el Bohohlasnyk, una antología ucraniana de canciones religiosas, publicada en el Monasterio Pochayiv a fines del siglo XVIII.
El poeta Iván Frankó la consideró la mejor de todas las canciones eclesiásticas llamándola: “una perla entre los villancicos“.
Según análisis por Mikhailo Voznyak, la estrofa que indica que los Reyes Magos regresaron por otro camino para evitar a Herodes hecho bíblico conocido que dio origen al: Día de los Santos Inocentes, es una inserción posterior. Además anotó que la popularidad de esta canción fue en parte debido a que se coloca a los pastores como los primeros en enterarse de la noticia del nacimiento de Cristo, antes que los Reyes Magos, lo que transmitió el mensaje a los campesinos ucranianos de los siglos XVIII y XIX de que Cristo nació en primer lugar entre los pobres, de hecho dentro de los más pobres, lo que da la esperanza de Gloria Eterna e igualdad dentro de la Historia de la Natividad.
También muy conocida e interpretada por miembros de la diáspora ucraniana en todo el mundo; en Ucrania existen varias versiones, que varían poco entre ellas, más que por la longitud en los versos que se cantan, desde 2 hasta 10. La versión que incluimos en este artículo es la de 10 estrofas, aunque 7 son más interpretadas tanto en Ucrania como en otros países.

## Letra
| Canción del Dios eterno ha nacido hoy, letra en español. Dios eterno nació Tal día como hoy vino desde el cielo Para salvar toda la humanidad, Y cumplió con ello. En Belén nació Nuestro Mesías, Jesús. Nuestro Señor Para todos nosotros nació. Lo anunció un Ángel del Diós: Primero, a los pastores. Luego, a los reyes magos, Y también a los animales. Cuando la Virgen tuvo a su Hijo Apareció una estrella, Como un aviso De que la Virgen dio a luz a su Hijo. Tres reyes magos llevaron regalos A la ciudad Belén, Allí donde la Virgen Envolvía al Niño con telas. Por el camino, guiados por el Dios A ellos que viajaban con un buey y un burro Les apareció una estrella Y les preguntó: Reyes magos, ¿adónde vais? Nos vamos a Belén, Cumplir lo que debemos Y luego volver. Por otro camino De vuelta regresaron Para no tener que ver Al malo y descreído Herodes. Y dijo Ángel a José: La Madre y el Hijo Qué se escondan en el pesebre Con los animales. Cantemos “Gloria a Dios”, Al Hijo de Dios y al Señor nuestro Alabemos. | Letra en ucraniano: Бог предвічний народився, Прийшов днесь із небес, Щоб спасти люд свій весь,* І утішився. В Вифлеємі народився: Месія, Христос наш І Пан наш, для всіх нас Нам народився. Ознаймив се Ангел Божий: Наперед пастирям, А вчера звіздарям І земним звірям. Діва Сина як породила, Звізда ста, де Христа Невіста Пречиста Сина зродила. Тріє цари несуть дари** До Вифлеєм міста, Де Діва Пречиста Сина повила. Звізда їм ся об’явила В дорозі о Бозі, При волі, при ослі Їм ознаймила: – Тріє царі, де ідете? – Ми ідем в Вифлеєм З желанєм, спокоєм*** І повернемся. Іншим путем повернули, Погану, безстидну, Безбожну Іроду Не повідали. Йосифові Ангел мовить: – З Дитятком і з Матков, З бидлятком, ослятком Най ся хоронить. "Слава Богу!" заспіваймо, Честь Сину Божому І Пану нашому Поклін віддаймо. |